# 扎爾科耶湖
55°47′57″N 39°2′8″E / 55.79917°N 39.03556°E
扎爾科耶湖（俄语：Жаркое），是俄羅斯的湖泊，位於該國西部，由莫斯科州負責管轄，面積0.28平方公里，海拔高度119.9米，湖岸線長度600公里，平均水深4米。